# Joel González Bonilla
Joel González Bonilla (Figueres, 30 de setembre de 1989) és un esportista català de taekwondo, campió olímpic, doble campió mundial i número 1 del rànquing, que competeix a la categoria de menys de 58 kg. Realitza la seva preparació esportiva al Centre d'Alt Rendiment de Sant Cugat del Vallès. Malgrat haver nascut a Figueres, González és veí de Vilafant, on el seu pare té un gimnàs on ell va començar a practicar el taekwondo.
És el vigent campió olímpic, mundial i europeu de la seva categoria, i ha guanyat els dos últims campionats del món de taekwondo (2009 i 2011) i els dos últims campionats europeus (2010 i 2012). Als Jocs Olímpics de Londres 2012 va aconseguir la primera medalla d'or per al taekwondo català i espanyol.
El 30 de setembre de 2016 varen batejar el poliesportiu de Vilafant amb el seu nom, en honor seu.

## Palmarès internacional
| Jocs Olímpics      | Jocs Olímpics             | Jocs Olímpics | Jocs Olímpics |
| Any                | Lloc                      | Medalla       | Categoria     |
| ------------------ | ------------------------- | ------------- | ------------- |
| 2012               | Londres ( Regne Unit)     | 1             | –58 kg        |
| 2016               | Río de Janeiro ( Brasil)  | 3             | –68 kg        |
| Campeonato Mundial |                           |               |               |
| Any                | Lloc                      | Medalla       | Categoria     |
| 2009               | Copenhague ( Dinamarca)   | 1             | –58 kg        |
| 2011               | Gyeongju ( Corea del Sud) | 1             | –58 kg        |
| 2015               | Cheliábinsk ( Rússia)     | 2             | –63 kg        |
| Jocs Europeus      |                           |               |               |
| Any                | Lloc                      | Medalla       | Categoria     |
| 2015               | Bakú ( Azerbaidjan)       | 3             | –68 kg        |
| Campionat Europeu  |                           |               |               |
| Any                | Lloc                      | Medalla       | Categoria     |
| 2010               | Sant Petersburg ( Rússia) | 1             | –58 kg        |
| 2012               | Manchester ( Regne Unit)  | 1             | –58 kg        |
| 2016               | Montreux ( Suïssa)        | 3             | –63 kg        |